# Gemmatimonas
Gemmatimonas (лат.) — описанный в 2013 году род бактерий из семейства Gemmatimonadaceae типа Gemmatimonadetes, включающий два вида.
Первый представитель типа был выделен в 2003 году из сточных канализационных вод и описан под названием Gemmatimonas aurantiaca как грамотрицательная палочковидная бактерия, способная к размножению почкованием.

## Систематика
Тип Gemmatimonadetes
- Класс Gemmatimonadetes
  - Порядок Gemmatimonadales
    - Семейство Gemmatimonadaceae
      - Род Gemmatimonas
        - Gemmatimonas aurantiaca Zhang et al. 2003 emend. Zeng et al. 2015typus
        - Gemmatimonas phototrophica Zeng et al. 2015

      - Род Roseisolibacter
- Класс Longimicrobia